# 萬達鎮區 (內布拉斯加州亞當斯縣)
萬達鎮區（英語：Wanda Township）是位於美國內布拉斯加州亞當斯縣的一個行政鎮區。

## 地方資料
萬達鎮區的面積為93.36平方千米，皆為陸地。根據2020年美國人口普查的數據，當地共有人口133人，而人口密度為每平方千米1.42人。